# Idea garunda
Idea garunda är en fjärilsart som beskrevs av Hans Fruhstorfer 1910. Idea garunda ingår i släktet Idea och familjen praktfjärilar. Inga underarter finns listade i Catalogue of Life.